# Kościół Przemienienia Pańskiego w Mieszkowicach
Kościół Przemienienia Pańskiego w Mieszkowicach – rzymskokatolicki kościół parafialny znajdujący się w mieście Mieszkowice, w województwie zachodniopomorskim, przy ulicy Jana Pawła II.
Jest to budowla wczesnogotycka z XIV wieku, posiadająca starszą część, wybudowaną z ciosów przed 1297, wzbogaconą o granitowy portal.
Pierwotnie była to świątynia salowa, jednak w XIV wieku została rozebrana ściana północna i została wzniesiona nawa boczna, ściana południowa została podwyższona cegłą i zostały wybite nowe gotyckie okna. W efekcie dzisiejszy kościół jest dwunawowy, gotycki z nawą północną niższą od nawy głównej.
Z dawnego wyposażenia zachowały się jedynie kropielnica z wapienia oraz dwie drewniane figury ewangelistów.

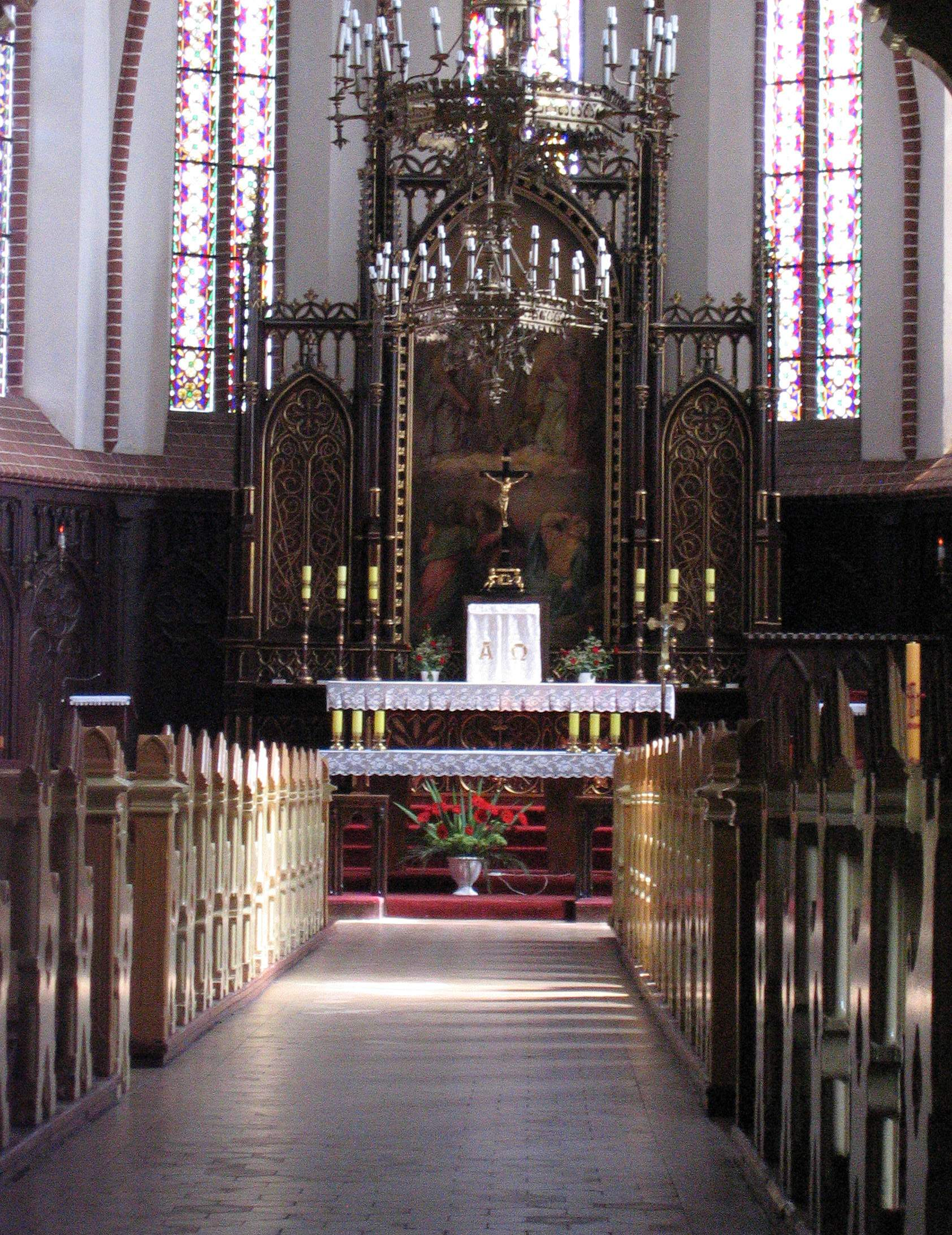
Wnętrze świątyni – ołtarz

Obecne wyposażenie to zabytki neogotyckie: ołtarz główny z obrazem olejnym Przemienienie Pańskie namalowanym przez C.G. Pfannschmidta, krzyż ołtarzowy wykonany z żeliwa, rzeźbiona boazeria w prezbiterium, ambona zdobiona snycerką, wykonana z drewna, organy wykonane przez firmę Manboorg, cztery bogato dekorowane świeczniki oraz ławy stojące w nawie głównej i na emporze bocznej.